# Onocryptus alatus
Onocryptus alatus är en kräftdjursart som beskrevs av Schultz 1977. Onocryptus alatus ingår i släktet Onocryptus, ordningen gråsuggor och tånglöss, klassen storkräftor, fylumet leddjur och riket djur.
Artens utbredningsområde är Södra Ishavet. Inga underarter finns listade i Catalogue of Life.